# ناحیه بفوتاکا سود
ناحیه بفوتاکا سود (به لاتین: Befotaka Sud District) یک منطقهٔ مسکونی در ماداگاسکار است که در آتسیمو-آتسینانانا واقع شده‌است. ناحیه بفوتاکا سود ۳٬۷۸۰ کیلومتر مربع مساحت و ۲۴٬۰۴۵ نفر جمعیت دارد و ۷۷۹ متر بالاتر از سطح دریا واقع شده‌است.